# Parco naturale del Lago di Candia
Il parco naturale del Lago di Candia è un'area naturale protetta, più precisamente un parco naturale a gestione provinciale, situata nel Canavese, nella Città metropolitana di Torino, in Piemonte. 
Il territorio comprende l'area del sito di interesse comunitario e zona di protezione speciale denominata Lago di Candia (IT1110036). 

## Territorio
Il territorio dell'area protetta interessa i comuni di Candia Canavese, Vische e Mazzè. 
Il parco, oltre al bacino lacustre, comprende altre zone umide di pregio naturalistico: la Palude, a nord dello specchio d'acqua e alimentata dal Canale Traversaro, e la Paludetta, zona di protezione speciale. Sono presenti più di 400 specie di vegetali ed una notevole avifauna, che trova qui l'ambiente adatto per una tappa migratoria. 
Il lago ha sempre avuto particolare importanza anche per le attività produttive della zona. Fino alla prima metà del secolo scorso la popolazione viveva di agricoltura e soprattutto pesca.
Altra importante attività legata alle zone umide era la produzione di stuoie a partire dalle canne che crescevano abbondanti nella zona limitrofa al lago. 
Oggi l'attenzione è rivolta ad attività turistiche e sportive rispettose dell'ambiente, oltre che alla produzione di vini pregiati come l'Erbaluce di Caluso.
All'interno del parco vige il divieto di caccia mentre la pesca è consentita soltanto ai soggetti muniti autorizzazione e limitatamente ad alcune specie.

## Geomorfologia
Il lago si trova nella parte meridionale dell'Anfiteatro morenico di Ivrea, formatasi per opera del ghiacciaio Balteo che nel Pleistocene (1.800.000 anni fa) occupava il territorio eporediese ed ha lasciato un cordone di colline moreniche, la più famosa delle quali è la Serra di Ivrea: Sono presenti massi erratici, rocce montonate e numerosi bacini lacustri. 
Situato a 226 metri s.l.m., il bacino si estende su una superficie di 1,5 km² e presenta un perimetro di 5,6 km. La sua profondità massima è di soli 7 metri a causa del processo di interramento naturale a cui sono soggetti i laghi. È alimentato esclusivamente da sorgenti sotterranee e il suo unico emissario è il Canale Traversaro che porta le acque del lago alla Dora Baltea.

## Flora
La vegetazione del Parco è molto diversificata in quanto comprende specie totalmente acquatiche, specie palustri e specie boschive.
La porzione di lago è occupata da piante sommerse in grado di vivere fino a 10 metri di profondità tra cui annoverano il millefoglio d'acqua, la ranocchina maggiore e la brasca increspata. Verso i margini dello specchio d'acqua troviamo invece piante con le sole radici sommerse e foglie galleggianti come quali la ninfea bianca, i nannufari ed il limnantemio, molto raro in Piemonte, la lenticchia d'acqua e il morso di rana. Altrove vegetano piante con una parte aerea che emerge dall'acqua quali le tife, le cannucce, gli equiseti e i carici. 
L'area palustre ospita anche specie ad alta protezione, quali l'utricularia, la salvinia, la violetta d'acqua, la viola di palude e il trifoglio fibrino.
Più oltre inizia il bosco igrofilo ricco di ontano nero.

## Fauna
Il lago di Candia è stato individuato come ZPS grazie alla presenza di circa 200 specie di uccelli. Tra le specie rare o poco comuni vengono segnalate il tarabuso, la moretta, l'airone rosso, il fistione turco, la Canapiglia, il falco di palude ed il falco pescatore.
Nel parco ha sede una stazione di inanellamento che consente agli ornitologi di studiare gli uccelli e le loro rotte migratorie. 
Si trovano naturalmente molti anfibi, tra cui da segnalare la rana dalmatina.
Per la salvaguardia del rospo comune ogni anno si posizionano delle barriere lungo la strada provinciale 84 Candia-Vische, per convogliare gli animali in appositi tunnel posti sotto il manto stradale e far loro raggiungere il lago senza il rischio di essere investiti dalle autovetture in transito.
Gravi danni ha causato l'introduzione negli anni novanta del XX secolo della nutria, dannosa per l'ecosistema in genere e del gambero della Louisiana, importato dal Nord-America a fini alimentari e diffusosi a macchia di leopardo.

## Servizi del Parco
La gestione delle attività del Parco, come l'accompagnamento naturalistico, le attività didattiche, l'accoglienza turistica, l'educazione ambientale è gestita dall'Associazione di Promozione Sociale *Vivere i Parchi*

## Galleria d'immagini

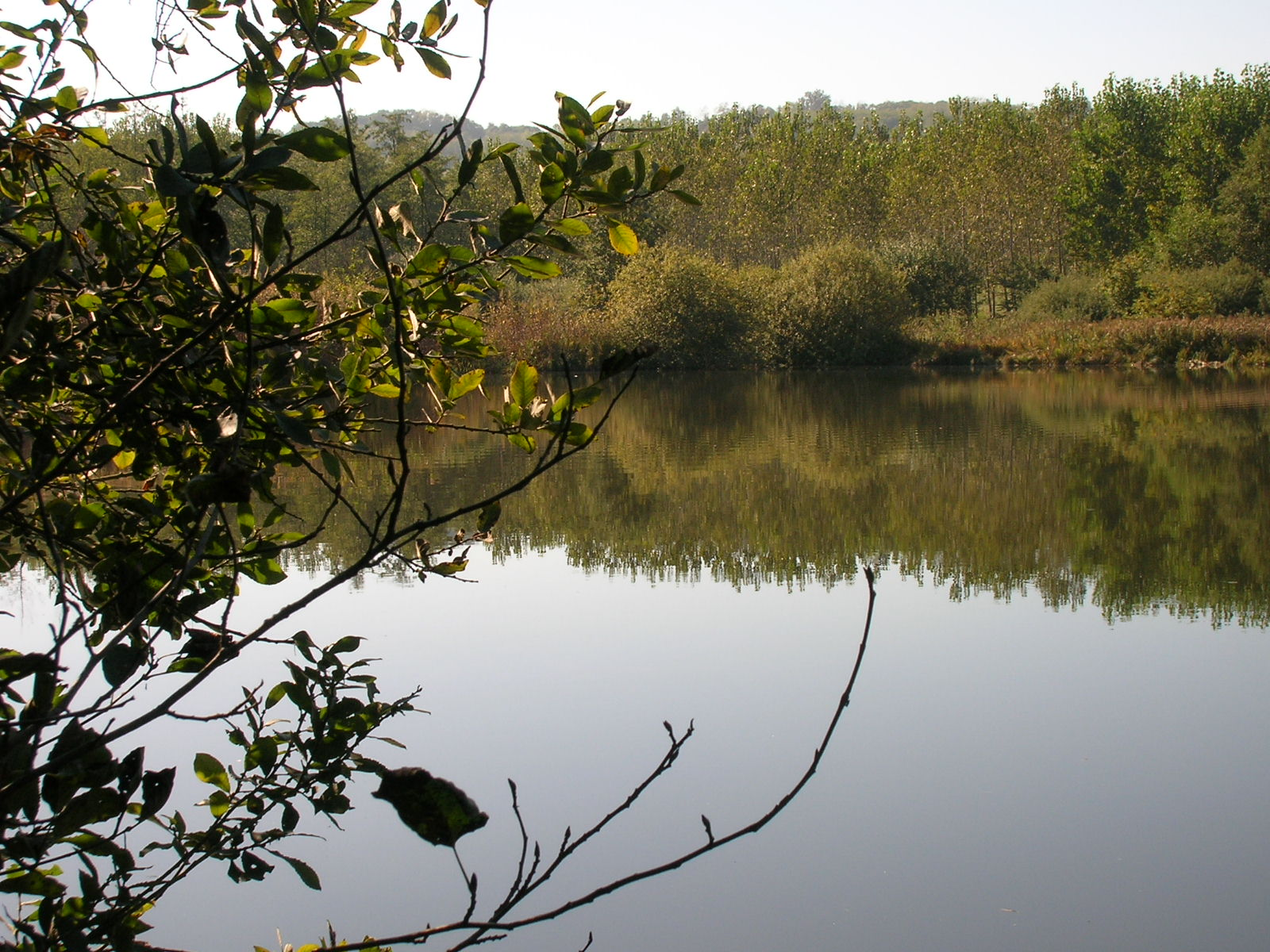
Scorcio della Paludetta
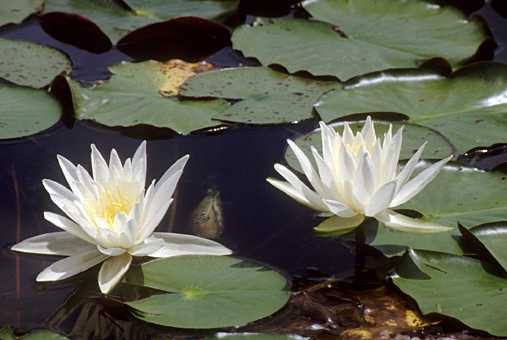
Ninfee bianche
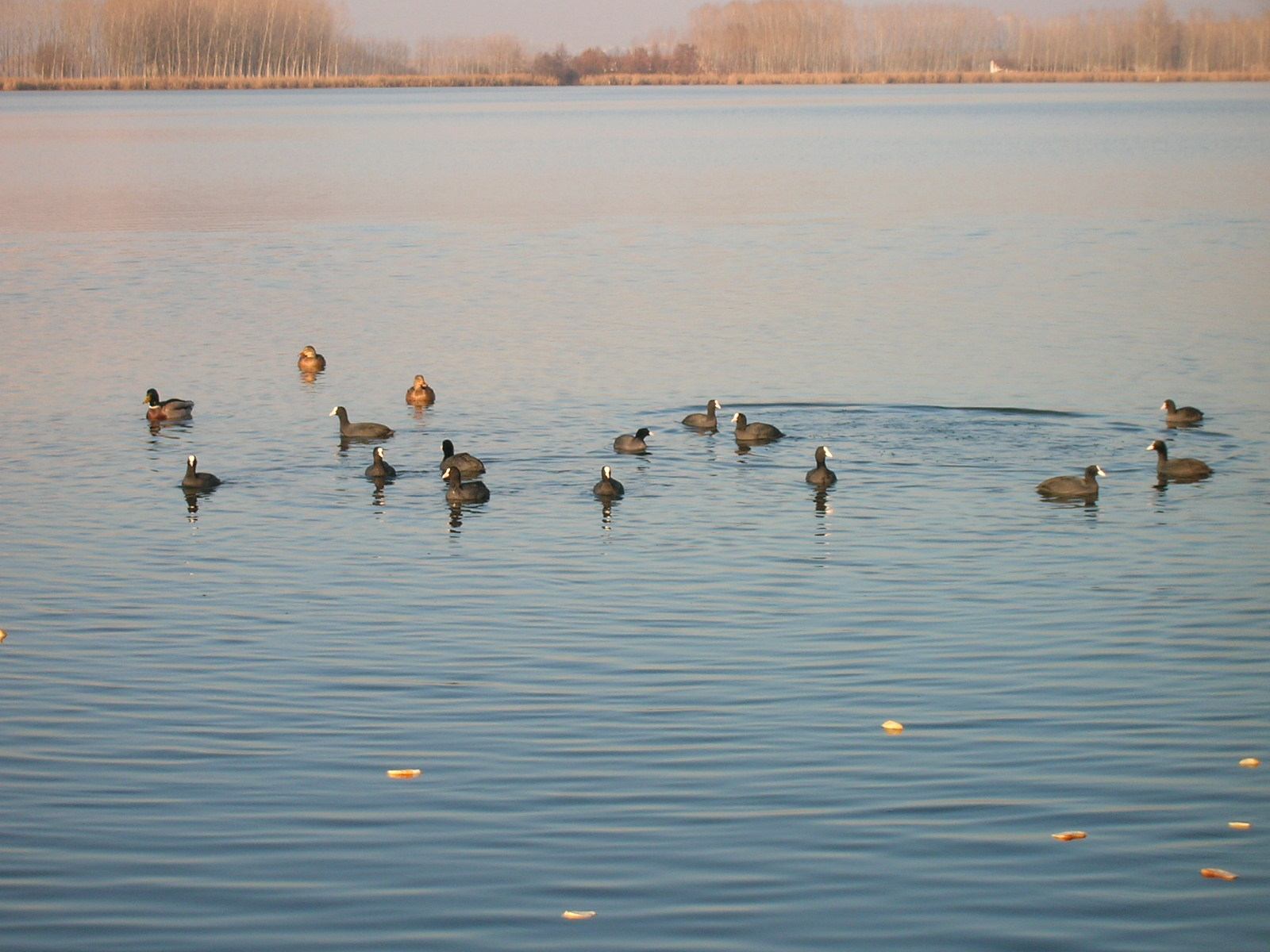
Folaghe e germani reali sul lago
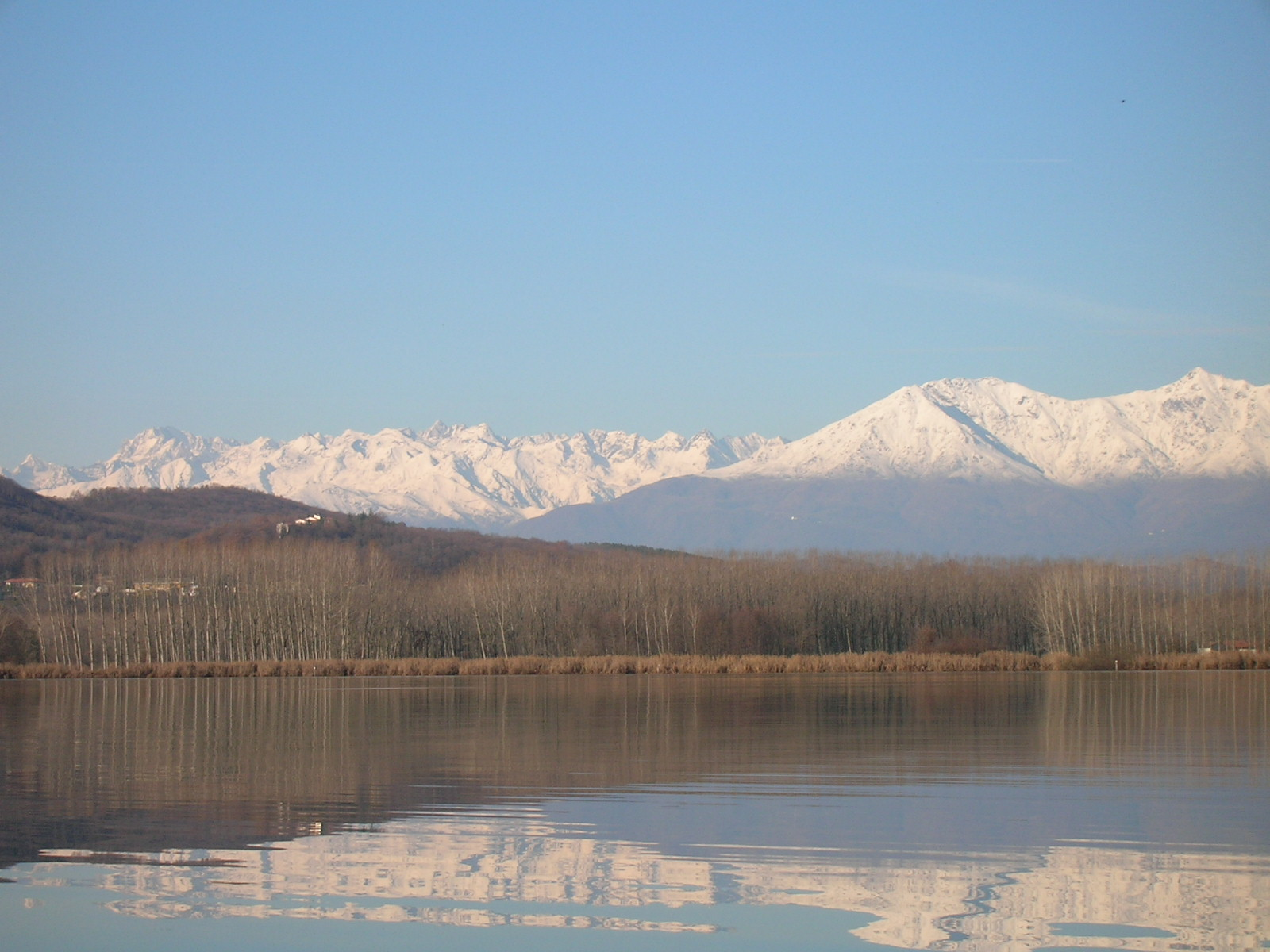
Alpi che fanno da sfondo al lago
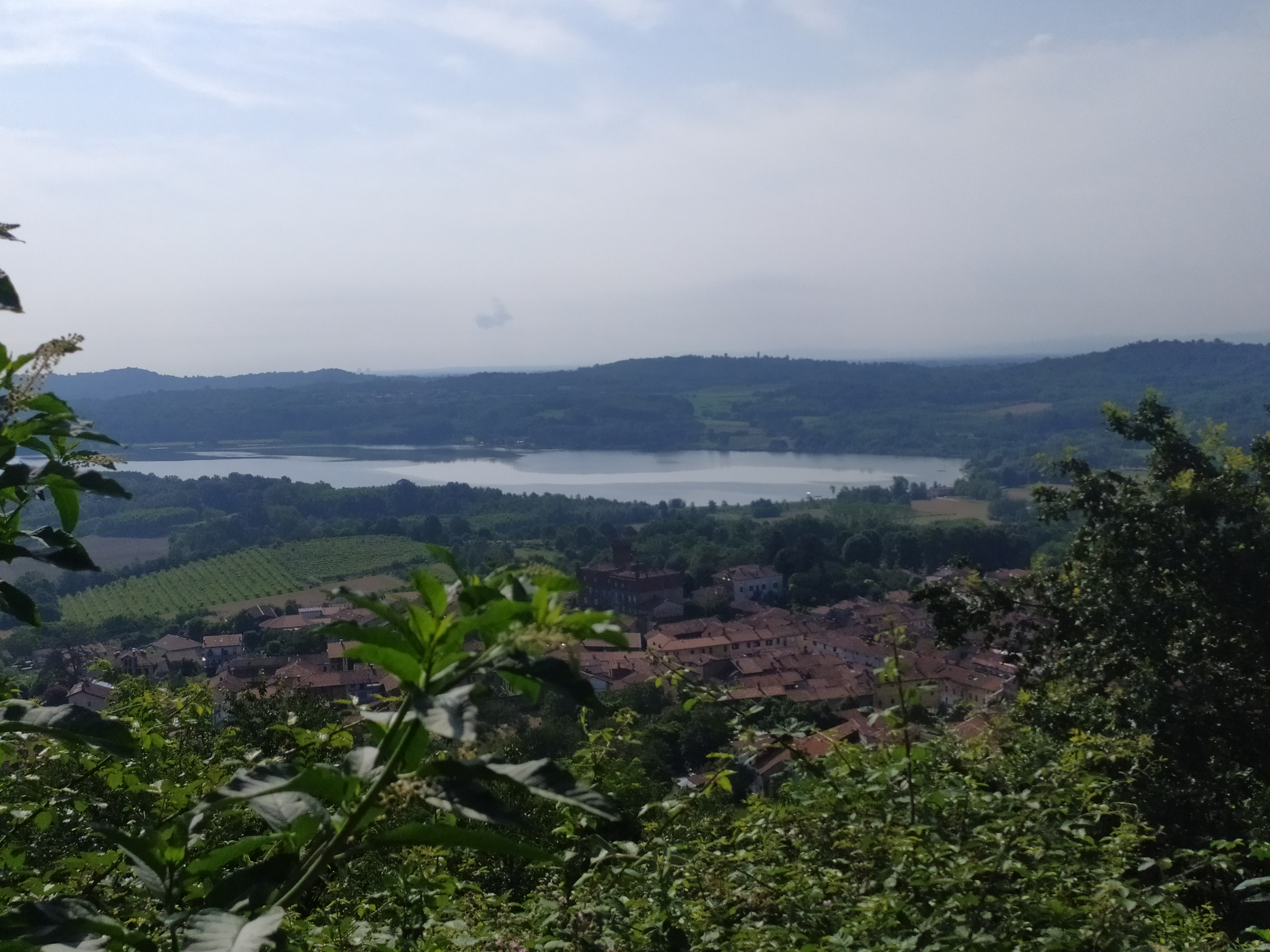
Veduta del lago e di Candia Canavese
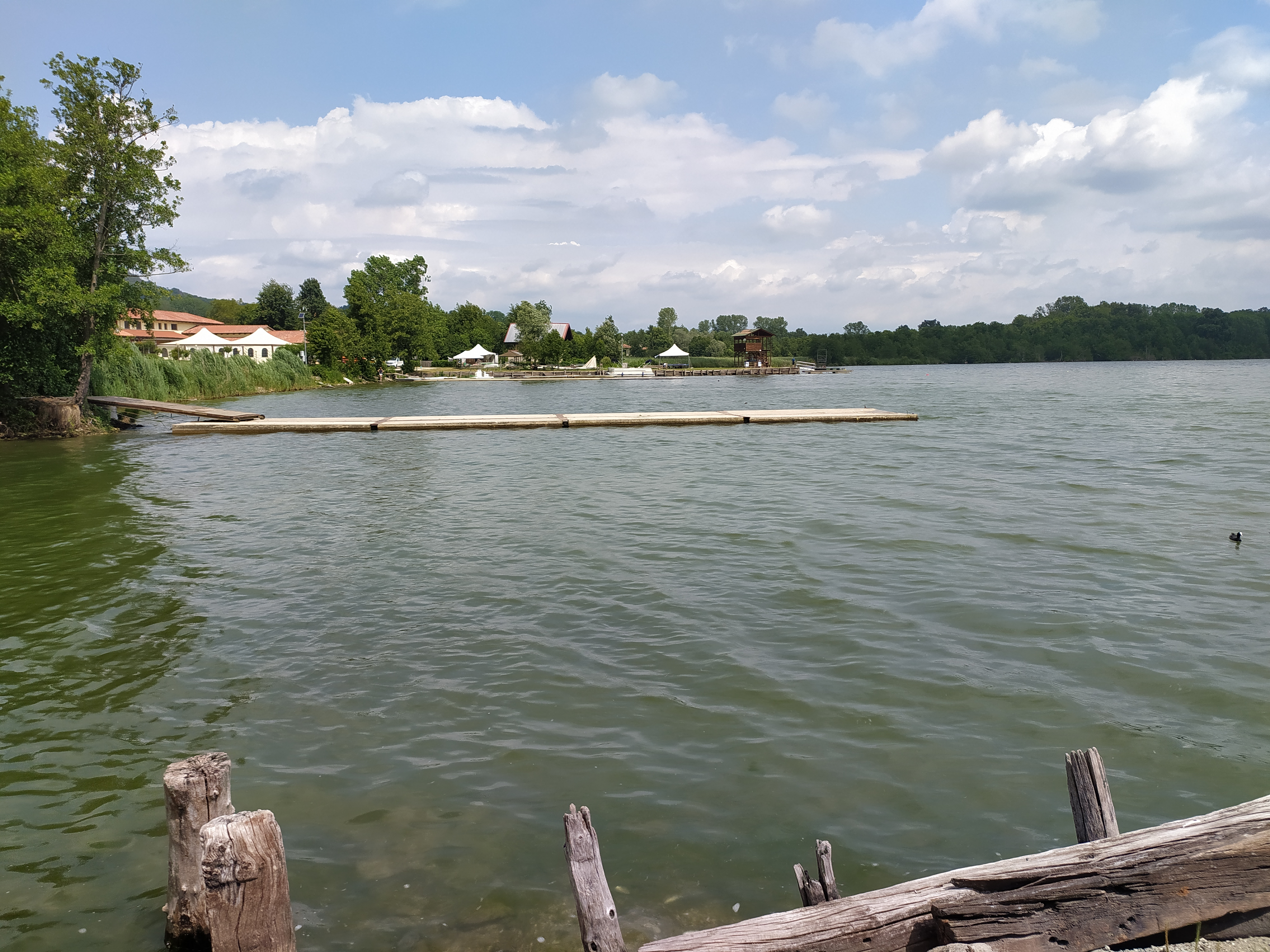
Imbarcadero sul lago di Candia